# John M. Mitchell

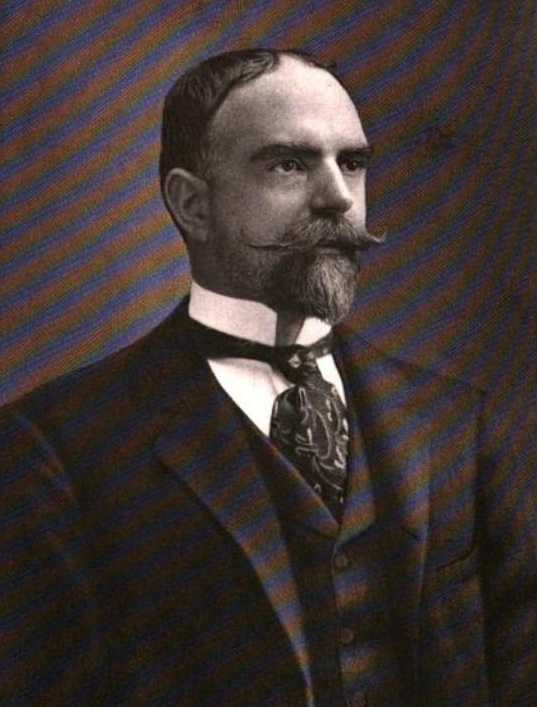
John Murry Mitchell (1913)

John Murry Mitchell (* 18. März 1858 in New York City; † 31. Mai 1905 in Tuxedo Park, New York) war ein US-amerikanischer Jurist und Politiker. Zwischen 1896 und 1899 vertrat er den Bundesstaat New York im US-Repräsentantenhaus.

## Werdegang
John Murry Mitchell wurde ungefähr drei Jahre vor dem Ausbruch des Bürgerkrieges in New York City geboren und wuchs dort auf. In dieser Zeit besuchte er die Leggett’s School. Er graduierte 1877 am Columbia College (heute Columbia University) und 1879 an ihrer rechtswissenschaftlichen Fakultät. Seine Zulassung als Anwalt erhielt er 1879 und begann dann in New York City zu praktizieren. Politisch gehörte er der Republikanischen Partei an.
Bei den Kongresswahlen des Jahres 1894 für den 54. Kongress wurde der Demokrat James J. Walsh im achten Wahlbezirk von New York in das US-Repräsentantenhaus in Washington, D.C. gewählt, wo er am 4. März 1895 die Nachfolge von Edward J. Dunphy antrat. Seine Wahl wurde allerdings von Mitchell erfolgreich wegen eines Formfehlers bei der Anmeldung angefochten. Walsh schied somit nach dem 2. Juni 1896 aus dem Kongress aus. Nach einer folgenden erfolgreichen regulären Wahl erlitt Mitchell im Jahr 1898 eine Niederlage und schied nach dem 3. März 1899 aus dem Kongress aus.
Nach seiner Kongresszeit nahm er wieder seine Tätigkeit als Anwalt auf. Er verstarb am 31. Mai 1905 in Tuxedo Park und wurde dann auf dem Green-Wood Cemetery in Brooklyn beigesetzt.